# Buttons (bài hát)
"Buttons" là một bài hát của nhóm nhạc người Mỹ The Pussycat Dolls nằm trong album phòng thu đầu tay của họ, PCD (2005). Sau đó, một phiên bản phối lại của bài hát với sự tham gia hợp tác của rapper người Mỹ Snoop Dogg đã được phát hành vào ngày 11 tháng 4 năm 2006 như là đĩa đơn thứ tư trích từ album bởi A&M Records. Bài hát được đồng viết lời bởi giọng ca chính của nhóm Nicole Scherzinger, Jason Perry với Sean Garrett và Polow Da Don, những người cũng tham gia đồng sản xuất nó bên cạnh Ron Fair, Tal Herzberg và Young Smoke. "Buttons" là một bản hip hop và R&B chịu nhiều ảnh hưởng từ nhạc Trung Đông mang nội dung đề cập đến việc một người đàn ông gây ấn tượng với người phụ nữ và khiến cô bị lôi cuốn ngay từ lần gặp đầu tiên, nhưng điều này sẽ không khiến anh muốn cởi bỏ quần áo của cô và chỉ cố gắng theo đuổi một mối quan hệ về thể xác, và cô gái cảm thấy hành vi này thật rụt rè và muốn người đàn ông khẳng định mình.
Sau khi phát hành, "Buttons" nhận được những phản ứng trái chiều từ các nhà phê bình âm nhạc, trong đó họ đánh giá cao giai điệu lôi cuốn và quá trình sản xuất nó, nhưng cũng vấp phải nhiều chỉ trích xung quanh việc The Pussycat Dolls đang cố gắng lặp lại một công thức cũ trong việc hợp tác với những rapper như nhiều đĩa đơn trước của họ. Tuy nhiên, bài hát đã lọt vào danh sách những tác phẩm xuất sắc nhất năm 2006 của nhiều ấn phẩm và tổ chức âm nhạc, như Vibe và Rolling Stone. Ngoài ra, "Buttons" cũng tiếp nhận những thành công vượt trội về mặt thương mại, đứng đầu các bảng xếp hạng ở Áo và New Zealand, đồng thời lọt vào top 10 ở hầu hết những quốc gia bài hát xuất hiện, bao gồm vươn đến top 5 ở những thị trường lớn như Úc, Đức, Ireland, Thụy Sĩ và Vương quốc Anh. Tại Hoa Kỳ, nó đạt vị trí thứ ba trên bảng xếp hạng Billboard Hot 100, trở thành đĩa đơn thứ hai trong sự nghiệp của The Pussycat Dolls và thứ năm của Snoop Dogg vươn đến top 5 tại đây.
Video ca nhạc cho "Buttons" được đạo diễn bởi Francis Lawrence, trong đó bao gồm những cảnh The Pussycat Dolls hát và nhảy múa ở nhiều bối cảnh khác nhau, xen kẽ với sự xuất hiện của Snoop Dogg trong những phân đoạn rap. Nó đã nhận được nhiều lượt yêu cầu phát sóng liên tục trên những kênh truyền hình âm nhạc, như MTV, VH1 và BET, đồng thời gặt hái hai đề cử tại giải Video âm nhạc của MTV năm 2006 cho Video Dance xuất sắc nhất và Video có vũ đạo xuất sắc nhất, và chiến thắng hạng mục đầu tiên. Để quảng bá bài hát, nhóm đã trình diễn "Buttons" trên nhiều chương trình truyền hình và lễ trao giải lớn, bao gồm The Ellen DeGeneres Show, Good Morning America, So You Think You Can Dance, The Tyra Banks Show, Fashion Rocks năm 2006 và giải thưởng Âm nhạc Mỹ năm 2006, cũng như trong nhiều chuyến lưu diễn của họ. Kể từ khi phát hành, nó đã xuất hiện trong một số tác phẩm điện ảnh và truyền hình, như Las Vegas, Ugly Betty và Veronica Mars.

## Danh sách bài hát
- Đĩa CD tại châu Âu[1]

1. "Buttons" (hợp tác với Snoop Dogg) – 3:52
2. "Flirt" – 2:57

- Đĩa CD tại Anh quốc[2]

1. "Buttons" (hợp tác với Snoop Dogg) – 3:52
2. "Don't Cha" (trực tiếp) – 3:31

## Thành phần thực hiện
Thành phần thực hiện được trích từ ghi chú của PCD, A&M Records.
Phối khí
- Phối khí tại Larrabee North (North Hollywood, Los Angeles).

Thành phần
- JD Andrews – kỹ sư
- Charlie Bisharat – đàn vĩ cầm điện tử
- Ariel Chobaz – hỗ trợ kỹ sư phối khí
- Luis Conte – bộ gõ
- Mike "Angry" Eleopoulos – kỹ sư
- Ron Fair – sản xuất, sản xuất giọng hát
- Jamal "Polow da Don" Jones – viết lời, sản xuất, lập trình và sắp xếp bản nhạc
- Sean Garrett – viết lời, sản xuất
- Tal Herzberg – đồng sản xuất, kỹ sư, Pro Tools
- Dave "Hard Drive" Pensado – phối khí
- Jason Perry – viết lời
- Nicole Scherzinger – viết lời
- Young Smoke – sản xuất giọng hát

## Xếp hạng
| Bảng xếp hạng (2006)                 | Vị trí cao nhất |
| ------------------------------------ | --------------- |
| Úc (ARIA)                            | 2               |
| Áo (Ö3 Austria Top 40)               | 1               |
| Bỉ (Ultratop 50 Flanders)            | 4               |
| Bỉ (Ultratop 50 Wallonia)            | 6               |
| Cộng hòa Séc (Rádio Top 100)         | 8               |
| Đan Mạch (Tracklisten)               | 14              |
| Châu Âu (European Hot 100 Singles)   | 6               |
| Phần Lan (Suomen virallinen lista)   | 11              |
| Pháp (SNEP)                          | 12              |
| Đức (Official German Charts)         | 4               |
| Hungary (Rádiós Top 40)              | 1               |
| Hungary (Dance Top 40)               | 4               |
| Ireland (IRMA)                       | 4               |
| Ý (FIMI)                             | 18              |
| Hà Lan (Dutch Top 40)                | 6               |
| Hà Lan (Single Top 100)              | 7               |
| New Zealand (Recorded Music NZ)      | 1               |
| Rumani (Romanian Top 100)            | 2               |
| Scotland (OCC)                       | 3               |
| Slovakia (Rádio Top 100)             | 4               |
| Thụy Sĩ (Schweizer Hitparade)        | 3               |
| Thụy Điển (Sverigetopplistan)        | 36              |
| Anh Quốc (OCC)                       | 3               |
| Hoa Kỳ Billboard Hot 100             | 3               |
| Hoa Kỳ Adult Pop Airplay (Billboard) | 33              |
| Hoa Kỳ Dance Club Songs (Billboard)  | 1               |
| Hoa Kỳ Pop Airplay (Billboard)       | 1               |
| Hoa Kỳ Rhythmic (Billboard)          | 4               |

| Bảng xếp hạng (2006)                 | Vị trí |
| ------------------------------------ | ------ |
| Australia (ARIA)                     | 15     |
| Australia Urban (ARIA)               | 4      |
| Austria (Ö3 Austria Top 40)          | 14     |
| Belgium (Ultratop 50 Flanders)       | 18     |
| Belgium (Ultratop 40 Wallonia)       | 21     |
| Denmark (Tracklisten)                | 23     |
| Europe (European Hot 100 Singles)    | 20     |
| Germany (Official German Charts)     | 23     |
| Hungary (Rádiós Top 40)              | 30     |
| Hungary (Dance Top 40)               | 13     |
| Netherlands (Dutch Top 40)           | 38     |
| Netherlands (Single Top 100)         | 29     |
| New Zealand (Recorded Music NZ)      | 8      |
| Romania (Romanian Top 100)           | 4      |
| Switzerland (Schweizer Hitparade)    | 18     |
| UK Singles (Official Charts Company) | 57     |
| US Billboard Hot 100                 | 15     |
| US Hot Dance Club Songs (Billboard)  | 10     |
| US Pop Songs (Billboard)             | 8      |
| US Rhythmic (Billboard)              | 31     |

## Chứng nhận
| Quốc gia | Chứng nhận | Số đơn vị/doanh số chứng nhận |
| --- | ---------- | ----------------------------- |
| Úc (ARIA) | Bạch kim   | 70.000^                       |
| Bỉ (BEA) | Vàng       | 25.000*                       |
| Brasil (Pro-Música Brasil) | Vàng       | 50.000*                       |
| Đan Mạch (IFPI Đan Mạch) | Bạch kim   | 15.000^                       |
| Đức (BVMI) | Vàng       | 250.000‡                      |
| New Zealand (RMNZ) | Vàng       | 5.000*                        |
| Anh Quốc (BPI) | Bạc        | 200.000^                      |
| Hoa Kỳ (RIAA) | Bạch kim   | 2,080,000                     |
| * Chứng nhận dựa theo doanh số tiêu thụ. ^ Chứng nhận dựa theo doanh số nhập hàng. ‡ Chứng nhận dựa theo doanh số tiêu thụ và phát trực tuyến. |            |                               |

## Lịch sử phát hành
| Quốc gia       | Ngày             | Định dạng              | Hãng đĩa        | Nguồn  |
| -------------- | ---------------- | ---------------------- | --------------- | ------ |
| Hoa Kỳ         | 11 tháng 4, 2006 | Tải kĩ thuật số        | Interscope      | [ 57 ] |
| Canada         | 11 tháng 4, 2006 | Tải kĩ thuật số        | Interscope      | [ 58 ] |
| Hoa Kỳ         | 8 tháng 5, 2006  | Contemporary hit radio | Interscope      | [ 59 ] |
| Hoa Kỳ         | 8 tháng 5, 2006  | Rhythmic radio         | Interscope      | [ 59 ] |
| Vương quốc Anh | 23 tháng 6, 2006 | EP                     | Polydor         | [ 60 ] |
| Vương quốc Anh | 26 tháng 6, 2006 | Tải kĩ thuật số        | Polydor         | [ 61 ] |
| Đức            | 26 tháng 6, 2006 | Tải kĩ thuật số        | Universal Music | [ 62 ] |
| Đức            | 7 tháng 7, 2006  | CD                     | Universal Music | [ 63 ] |